# Lew Chatterley
Lew Chatterley, diminutivo di Lawson Colin Chatterley (Birmingham, 15 febbraio 1945) è un allenatore di calcio ed ex calciatore inglese, di ruolo centrocampista.

## Carriera

### Giocatore
Chatterley dopo aver giocato nelle giovanili dell'Aston Villa esordisce in prima squadra (e contestualmente anche tra i professionisti) nella stagione 1962-1963 quando, all'età di 17 anni, gioca 6 partite nella prima divisione inglese; l'anno dopo, appena maggiorenne, segna invece le sue prime reti (2) in sole 4 partite giocate. Trova quindi maggiore continuità nella stagione 1964-1965, nella quale gioca 16 partite e segna 5 gol, salvo poi tornare ai margini della rosa nella stagione 1965-1966, nella quale gioca solamente 4 partite. Infine, nella stagione 1966-1967 si guadagna il posto da titolare, con 34 presenze e 13 reti, ma a fine anno il club retrocede in seconda divisione, categoria in cui resta fino al 1970, quando arriva un'ulteriore retrocessione, in terza divisione; Chatterley in queste due categorie totalizza complessivamente 90 presenze e 6 reti, per poi concludere la stagione 1970-1971 con un periodo in prestito al Doncaster, con cui gioca 9 partite in terza divisione.
Nel 1971 viene ceduto per 8000 sterline al Northampton Town, con cui rimane fino al febbraio del 1972 quando, dopo 2 gol in 23 presenze in terza divisione, viene ceduto sempre per 8000 sterline al Grimsby Town, con cui prima vince la Fourth Division 1971-1972 e poi trascorre una stagione e mezzo giocando da titolare in terza divisione; nel marzo del 1974 passa per 15000 sterline al Southampton, con cui nella parte finale della stagione 1973-1974 gioca 3 partite in prima divisione, a cui aggiunge ulteriori 6 presenze in seconda divisione nella stagione successiva, che conclude poi al Torquay Utd, club di quarta divisione, di cui dal febbraio del 1975 al termine della stagione 1976-1977 è sia giocatore che vice allenatore. Si ritira poi nel 1978, dopo una stagione trascorsa giocando con i semiprofessionisti del Barnstaple Town.
In carriera ha totalizzato complessivamente 324 presenze e 54 reti nei campionati della Football League.

### Allenatore
Ha lavorato come vice allenatore per i Chicago Sting e per vari club della prima e della seconda divisione inglese; nella stagione 1987-1988 è poi stato allenatore dei semiprofessionisti del Poole Town, mentre in seguito ha anche trascorso delle brevi parentesi come allenatore ad interim di Reading (nel 1989) e Southampton (nel 1994).

## Palmarès

### Giocatore

#### Competizioni nazionali
- Campionato inglese di quarta divisione: 1

Grimsby Town: 1971-1972